# 莲蓉桥
31°35′11″N 120°17′30″E / 31.58626°N 120.29171°E
莲蓉桥，是位于中华人民共和国江苏省无锡市梁溪区的一座大桥，跨北大街与北塘大街之间的京杭大运河支流东青河。莲蓉桥与亭子桥、清名桥并列无锡城厢三座古桥。

## 特点
唐朝贞观三年（629年）修建，后历经重建，附近因河道较多，形同莲花，因此命名莲蓉桥。当地人也俗称大桥、竹巷大桥。莲蓉桥至通汇桥沿河段为前竹场巷，为清朝民国时期的无锡金融街。原为石级拱桥，1938年改为钢筋混凝土平桥。1949年4月24日，中国人民解放军第29军军长胡炳云、政委张藩率领部队经莲蓉桥入胜利门，进入无锡。
1970年，莲蓉桥改建为双曲拱桥。1980年再度拆除重建。1993年5月开工重重建，1993年11月20日通车。新建莲蓉桥，长34米、宽40.5米。